# Alessandro I da Correggio
Alessandro I da Correggio (1550 – Medesano, 23 ottobre 1591) è stato un politico italiano, conte di Correggio e conte di Medesano.

## Biografia
Era figlio naturale del cardinale Girolamo da Correggio, avuto da Paola Piloja e legittimato nel 1553 con conferma imperiale nel 1571.
Suo padre gli costituì Medesano in patrimonio e lo lasciò, alla sua morte nel 1572, erede del titolo di conte di Correggio in condominio coi cugini, che gli procurarono parecchie contese. Ebbe conferma dei titoli dall'imperatore Rodolfo II d'Asburgo nel 1580. Iniziarono saccheggi e incendi e il cugino Camillo da Correggio chiamò gli spagnoli in suo soccorso.
Morì nel 1591.

## Discendenza
Alessandro sposò Ippolita Torelli ed ebbero tre figli:
- Veronica, sposò nel 1581 Alfonso Fontanelli
- Gerolamo (?-1612), conte di Correggio
- Violante (?-1655), sposò Lodovico Facchinetti

## Ascendenza
|                                  |   |                                                | Genitori                              |  |  | Nonni |  |  | Bisnonni                       |  |  | Trisnonni                         |  |
|                                  |   |                                                |                                       |  |  |       |  |  | Manfredo I, conte di Correggio |  |  | Gherardo VI, signore di Correggio |  |
|                                  |   |                                                |                                       |  |  |       |  |  | Manfredo I, conte di Correggio |  |  | Gherardo VI, signore di Correggio |  |
|                                  |   | …                                              |                                       |  |  |       |  |  | Manfredo I, conte di Correggio |  |  |                                   |  |
| Giberto VII, conte di Correggio  |   |                                                |                                       |  |  |       |  |  | Manfredo I, conte di Correggio |  |  |                                   |  |
|                                  |   | Agnese Pio                                     | Marco I Pio, signore di Carpi         |  |  |       |  |  |                                |  |  |                                   |  |
|                                  |   | Agnese Pio                                     | Marco I Pio, signore di Carpi         |  |  |       |  |  |                                |  |  |                                   |  |
|                                  |   | Agnese Pio                                     | Taddea de' Roberti                    |  |  |       |  |  |                                |  |  |                                   |  |
| Girolamo, conte di Correggio     |   | Agnese Pio                                     |                                       |  |  |       |  |  |                                |  |  |                                   |  |
|                                  |   | Giovan Francesco Gambara, signore delle Canove | Brunoro Gambara, signore delle Canove |  |  |       |  |  |                                |  |  |                                   |  |
|                                  |   | Giovan Francesco Gambara, signore delle Canove | Brunoro Gambara, signore delle Canove |  |  |       |  |  |                                |  |  |                                   |  |
|                                  |   | Giovan Francesco Gambara, signore delle Canove | Ginevra Nogarola                      |  |  |       |  |  |                                |  |  |                                   |  |
| Veronica Gambara                 |   | Giovan Francesco Gambara, signore delle Canove |                                       |  |  |       |  |  |                                |  |  |                                   |  |
|                                  |   | Alda Pio                                       | Marco II Pio, signore di Carpi        |  |  |       |  |  |                                |  |  |                                   |  |
|                                  |   | Alda Pio                                       | Marco II Pio, signore di Carpi        |  |  |       |  |  |                                |  |  |                                   |  |
|                                  |   | Alda Pio                                       | Benedetta del Carretto                |  |  |       |  |  |                                |  |  |                                   |  |
| Alessandro I, conte di Correggio |   | Alda Pio                                       |                                       |  |  |       |  |  |                                |  |  |                                   |  |
|                                  | … | …                                              |                                       |  |  |       |  |  |                                |  |  |                                   |  |
|                                  | … | …                                              |                                       |  |  |       |  |  |                                |  |  |                                   |  |
|                                  | … | …                                              |                                       |  |  |       |  |  |                                |  |  |                                   |  |
| …                                | … |                                                |                                       |  |  |       |  |  |                                |  |  |                                   |  |
|                                  |   | …                                              | …                                     |  |  |       |  |  |                                |  |  |                                   |  |
|                                  |   | …                                              | …                                     |  |  |       |  |  |                                |  |  |                                   |  |
|                                  |   | …                                              | …                                     |  |  |       |  |  |                                |  |  |                                   |  |
| Paola Piloja                     |   | …                                              |                                       |  |  |       |  |  |                                |  |  |                                   |  |
|                                  |   | …                                              | …                                     |  |  |       |  |  |                                |  |  |                                   |  |
|                                  |   | …                                              | …                                     |  |  |       |  |  |                                |  |  |                                   |  |
|                                  |   | …                                              | …                                     |  |  |       |  |  |                                |  |  |                                   |  |
| …                                |   | …                                              |                                       |  |  |       |  |  |                                |  |  |                                   |  |
|                                  |   | …                                              | …                                     |  |  |       |  |  |                                |  |  |                                   |  |
|                                  |   | …                                              | …                                     |  |  |       |  |  |                                |  |  |                                   |  |
|                                  |   | …                                              | …                                     |  |  |       |  |  |                                |  |  |                                   |  |
|                                  |   | …                                              |                                       |  |  |       |  |  |                                |  |  |                                   |  |